# Marcus Brann
Marcus Brann (ur. 9 lipca 1849 w Rawiczu, zm. 26 września 1920 we Wrocławiu) – niemiecki i żydowski historyk oraz rabin.
Ojcem jego był rabin Salomon Brann. Absolwent Uniwersytetu Wrocławskiego z roku 1873, gdy uzyskał tam doktorat, oraz Żydowskiego Seminarium Teologicznego we Wrocławiu z r. 1875. Po studiach pełnił funkcję zastępcy rabina Manuel Joël we wrocławskiej Nowej Synagodze, potem uczył w szkołach w różnych miastach, w Berlinie kierował domem dziecka. W 1885 objął posadę rabina w Pszczynie, pracując tam do 1891, gdy został wykładowcą w Żydowskim Seminarium Teologicznym we Wrocławiu, gdzie prowadził wykłady z egzegezy Biblii oraz z historii Żydów, a także kierował seminaryjną biblioteką i był rabinem tej uczelni.
Pochowany jest na Starym Cmentarzu Żydowskim we Wrocławiu.